# Rio Tinto (Gondomar)
Rio Tinto är en stad och freguesia i norra Portugal, 6 km nordost om Porto. Den ligger i kommunen Gondomar, vilken ingår i distriktet Porto, och är också en del av Portos storstadsregion (Área Metropolitana do Porto).                                                                                                                                               
Staden Rio Tinto omfattar 2 kommundelar i kommunen Gondomar – Rio Tinto (51 086 invånare) och Baguim do Monte (14 387 invånare).

## Ortnamnet
Ortnamnet Rio Tinto härstammar från latinets rivus tinctus (”färgad flod”).